# 康克由
康克由（1942年11月17日—2020年9月2日），漢名江玉耀，化名杜同志（Mit Douch），是红色高棉统治柬埔寨期间S-21集中營、钟屋杀人场和一个杀戮场的负责人。红色高棉政权倒台后，康克由辗转前往中国大陆短暂生活，1980年代末返回东南亚并改名。1999年康克由被捕，后被控犯有反人类罪、战争罪、酷刑与谋杀等罪名。2010年柬埔寨法院特别法庭裁定以战争罪和危害人类罪判处其有期徒刑35年，后于2012年改判为无期徒刑。

## 生平
出生在磅同省，原名Yim Cheav，父亲是华人移民的后代。在学校期间，他是一名出色的学生。据他原先的同学回忆，康克由是一个聪明而安静的男孩，年轻的他很少展现出笑容。1962年毕业于金边的西索瓦高中，取得数学学士学位，其成绩在全国排名第二。
1964年，康克由进入Institut de Pédagogie学习。该研究机构由宋成领导，是一个激进分子的摇篮。1966年8月28日，获得数学教师资格，被派到磅湛省的一个小镇教数学。他的学生回忆称他是一位好老师。1967年加入柬埔寨共产党。在他的三名学生被捕后，康克由逃往红色高棉在占卡勒县的基地，在那里成为一名正式党员。数月后被捕，在未经审判的情况下被关押了两年。1970年朗诺政变后，因其是前政府的政治犯，获得朗诺的特赦。随后前往泰柬边境的豆蔻山脉，加入红色高棉武装组织。在此期间，康克由化名为“杜同志”，成为一名监狱长。他后来被直属上司温威任命为特别安全局局长。
在磅士卑省特邦县，康克由建立了第一座监狱，编号为“M-13”。两年后，在奥拉县建立第二座监狱“M-99”。在副手曼奈（化名“赞同志”）和当辛贤（Tang Sin Hean，化名“本同志”）的协助下，康克由完善自身的审讯机巧，将被察觉出的敌人从红色高棉队伍中清除。
1975年4月，红色高棉夺取政权。康克由在宋成的命令下，在首都设立监狱，其中包括臭名昭著的S-21监狱（吐斯廉）。这个监狱最初由In Lon领导，“Nath同志”和“杜同志”（康克由）担任副手。随后In Lon被调走，康克由成为主任。康克由于1975年5月申请调往工业部门工作，但政府拒绝了其申请。至1976年5月，金边的所有监狱都被合并到S-21。康克由的工作给上级部门留下深刻印象，因此被提拔为民主柬埔寨“特别分支”桑德巴尔的负责人。
随着党内大整肃受牵连人士不断增加，越来越多人被送到S-21审问，其中包括康克由的前任领导In Lon。康克由建立了一个大型的囚犯档案，其中包括入监照和认罪书。
1979年，越南人民军迫近金边，1月6日，康克由奉命处决其余的囚犯。第二天金边沦陷，康克由是最后一位逃离金边的红色高棉干部。他无法销毁监狱的大量文件，但却目睹了几名幸存囚犯的处决。
同年5月，康克由抵达泰柬边境，但他下落细节不详，据推测他到了三洛县森林与家人团聚。康克由因为没能销毁S-21的文件受到农谢的降级处分。在此期间，他自学了泰语和英语，后来在泰国边境一个难民营担任英语和数学教师。
1986年6月，康克由被派往中国，在北京外國語大學當高棉語教師。翌年，他回到泰柬邊境，並改名為Hang Pin，在波尔布特秘书处担任高级官僚。1991年10月，巴黎和平協定簽署後，康克由帶著家人搬到泰柬邊境一個名為Phkoam小村居住，在那裡購買了一些土地，並在當地一間學校教書。此时，他被形容为一位脾气暴躁的好老师。
1995年，康克由一家神秘地遭到襲擊，妻子在襲擊中喪生。康克由怀疑是波尔布特指使人暗杀自己。随后他卖掉了所有财产，在Svay Chek学院谋得职位，与孩子一起搬到那里。在妻子遇害後不久，他開始參加開始由高棉裔美國人Christopher LaPel舉辦福音派基督教會的聚會，後受洗成為牧師。LaPel說，康克由聲稱自己在生活中做過許多壞事，對自己的罪行表示懺悔，「我不知道我的兄弟姐妹們能否原諒我對人民犯下的罪行。」但LaPel並不知道康克由的真實身份。
在真实身份被发现后不久，康克由被调往三洛县担任教育总监。1996年，红色高棉发生分裂，翌年拉那烈王子在政变中被驱逐，柬埔寨发生动乱，康克由带着家人逃往泰国难民营，担任美国难民委员会的社区卫生监督员。1998年国内战乱平息回国，在蒙多基里省的一个小村定居，并与基督教救济机构世界宣明会展开密切地合作。不过，康克由的行踪和事迹遭到西方记者报导，最终康克由于1999年决定向金边政府投降，随后被拘留。
2007年7月31日，康克由被正式指控犯有战争罪、危害人类罪，被联合国与柬埔寨共同组建的柬埔寨法院特別法庭拘留。2008年2月，作为司法程序的一部分，康克由被带到吐斯廉监狱（S-21）犯罪现场，康克由自己此前的行为表示忏悔，请求得到宽恕。
2009年，柬埔寨法院特別法庭开庭，康克由被控犯有反人类罪、战争罪、酷刑和谋杀罪。3月31日，康克由在法庭发表声明，承认自己对酷刑处决数千名囚犯负有责任，并对此表示“由衷地悲伤”，宣誓要与法庭展开充分合作。2010年7月26日，特别法庭作出判决，以战争罪和反人类罪处以其35年有期徒刑。
2010年3月，康克由律师向法院提起上诉，请求将他立即释放。2012年2月3日，联合国一个审理战争罪的上级法院驳回了其上诉，并认为其犯下“令人震惊和髮指”的罪行，改判无期徒刑。此为终审判决，他没有上诉的机会。
2018年10月20日，康克由因为得了重病，被送入医院治疗。
2020年9月2日，已入獄十年的康克由於金邊的柬蘇友誼醫院因肺病去世，享年77歲。由於當時2019冠狀病毒病疫情正在柬埔寨流行，康克由的遺體於同日就被火化，未進行任何儀式。